# 霍亚德赛伦
霍亞德賽倫（西班牙語：Joya de Cerén）是位於萨尔瓦多拉利伯塔德省的遺跡，是前哥倫布時期瑪雅文明農村部落。霍亞德賽倫瑪雅遺址位於聖薩爾瓦多西北36公里的Zapotitan山谷。